# Commission des affaires étrangères du Sénat des États-Unis
Pour les articles homonymes, voir Commission des affaires étrangères.
La commission des affaires étrangères du Sénat des États-Unis (United States Senate Committee on Foreign Relations, en anglais) est une commission permanente du Congrès qui se consacre à la politique étrangère des États-Unis : examen des projets de lois portant sur ce domaine, surveillance et financement des programmes d'aides civiles et militaires à l'étranger, subventions.

## Rôle et fonctionnement
L'une des plus anciennes commissions parlementaires, la commission des affaires étrangères a été créée en 1816, et s'est occupée d'affaires allant de l'achat de l'Alaska en 1867 à la fondation des Nations Unies en 1945. La commission du Sénat est doublée, à la Chambre des représentants, d'une commission des relations internationales.
Elle est présidée par un membre du parti majoritaire au Sénat pour chaque législature, actuellement le démocrate Bob Menendez. Le président démocrate Barack Obama et son vice-président Joe Biden étaient tous deux membres de cette commission lorsqu'ils étaient sénateurs. Joe Biden l'a par ailleurs présidé plusieurs fois.

## Membres

### Membres durant le118econgrès(2023-)
La commission du 118e congrès est dirigée par le sénateur démocrate Bob Menendez du New Jersey et du côté de l'opposition, par le sénateur républicain, Jim Risch (Idaho).
| Majorité (démocrate) | Minorité (républicaine) |
| --- | --- |
| - Bob Menendez, Chairman (Président), New Jersey - Ben Cardin, Maryland - Jeanne Shaheen, New Hampshire - Christopher Coons, Delaware - Chris Murphy, Connecticut - Tim Kaine, Virginie - Jeff Merkley, Oregon - Cory Booker, New Jersey - Brian Schatz, Hawaï - Chris Van Hollen, Maryland - Tammy Duckworth, Illinois | - Jim Risch, Ranking Member, Idaho - Marco Rubio, Floride - Mitt Romney, Utah - Pete Ricketts, Nebraska - Rand Paul, Kentucky - Todd Young, Indiana - John Barrasso, Wyoming - Ted Cruz, Texas - Bill Hagerty, Tennessee - Tim Scott, Caroline du Sud |

### Membres durant le117econgrès(2021-2023)
La commission du 117e congrès est dirigée par le sénateur démocrate Bob Menendez du New Jersey et du côté de l'opposition, par le sénateur républicain, Jim Risch (Idaho).
| Majorité (démocrate) | Minorité (républicaine) |
| --- | --- |
| - Bob Menendez, Chairman (Président), New Jersey - Ben Cardin, Maryland - Jeanne Shaheen, New Hampshire - Christopher Coons, Delaware - Chris Murphy, Connecticut - Tim Kaine, Virginie - Ed Markey, Massachusetts - Jeff Merkley, Oregon - Cory Booker, New Jersey - Brian Schatz, Hawaï - Chris Van Hollen, Maryland | - Jim Risch, Ranking Member, Idaho - Marco Rubio, Floride - Ron Johnson, Wisconsin - Mitt Romney, Utah - Rob Portman, Ohio - Rand Paul, Kentucky - Todd Young, Indiana - Ted Cruz, Texas - John Barrasso, Wyoming - Mike Rounds, Dakota du Sud - Bill Hagerty, Tennessee |

### Membres durant le116eCongrès(2019-2021)
La commission du 116e congrès est dirigée par le sénateur républicain Jim Risch de l'Idaho et du côté de l'opposition, par le sénateur démocrate, Bob Menendez (New Jersey).
| Majorité (républicaine) | Minorité (démocrate) |
| --- | --- |
| - Jim Risch, Chairman (Président), Idaho - Marco Rubio, Floride - Ron Johnson, Wisconsin - Cory Gardner, Colorado - Todd Young, Indiana - John Barrasso, Wyoming - Johnny Isakson, Géorgie - Rob Portman, Ohio - Rand Paul, Kentucky - Lindsey Graham, Caroline du Sud - Mitt Romney, Utah - Ted Cruz, Texas | - Bob Menendez, Ranking Member, New Jersey - Ben Cardin, Maryland - Jeanne Shaheen, New Hampshire - Christopher Coons, Delaware - Tom Udall, Nouveau-Mexique - Chris Murphy, Connecticut - Tim Kaine, Virginie - Ed Markey, Massachusetts - Jeff Merkley, Oregon - Cory Booker, New Jersey |

### Membres durant le115eCongrès(2017-2019)
La commission du 115e congrès est dirigée par le sénateur républicain Bob Corker du Tennessee et du côté de l'opposition, par le sénateur démocrate, Bob Menendez (New Jersey).
| Majorité (républicaine) | Minorité (démocrate) |
| --- | --- |
| - Bob Corker, Chairman (Président), Tennessee - Jim Risch, Idaho - Marco Rubio, Floride - Ron Johnson, Wisconsin - Jeff Flake, Arizona - Cory Gardner, Colorado - Todd Young, Indiana - John Barrasso, Wyoming - Johnny Isakson, Géorgie - Rob Portman, Ohio - Rand Paul, Kentucky | - Bob Menendez, Ranking Member, New Jersey - Ben Cardin, Maryland - Jeanne Shaheen, New Hampshire - Christopher Coons, Delaware - Tom Udall, Nouveau-Mexique - Chris Murphy, Connecticut - Tim Kaine, Virginie - Ed Markey, Massachusetts - Jeff Merkley, Oregon - Cory Booker, New Jersey |

### Membres durant le111eCongrès(2009-2011)
La commission du 111e congrès est dirigée par le sénateur démocrate John Kerry du Massachusetts et du côté de l'opposition, toujours par le sénateur républicain, Richard Lugar (Indiana).
| Majorité (démocrate) | Minorité (républicaine) |
| --- | --- |
| - John Kerry, Chairman (Président), Massachusetts - Christopher Dodd, Connecticut - Russ Feingold, Wisconsin - Barbara Boxer, Californie - Bob Menendez, New Jersey - Ben Cardin, Maryland - Bob Casey, Jr., Pennsylvanie - Jim Webb, Virginie - Jeanne Shaheen, New Hampshire - Ted Kaufman, Delaware - Kirsten Gillibrand, New York | - Richard Lugar, Ranking Member, Indiana - Bob Corker, Tennessee - Jim DeMint, Caroline de Sud - Johnny Isakson, Georgie - John Barrasso, Wyoming - Jim Risch, Idaho - Roger Wicker, Mississippi - James Inhofe, Oklahoma |

### Membres durant le110econgrès(2007-2008)
La commission du 110e Congrès est dirigée par le sénateur démocrate Joseph Biden du Delaware et du côté de l'opposition, par le sénateur républicain, Richard Lugar (Indiana).
| Majorité (démocrate) | Minorité (républicaine) |
| --- | --- |
| - Joseph R. Biden, Jr., Chairman (Président), Delaware - Paul Sarbanes, Maryland - Christopher Dodd, Connecticut - John Kerry, Massachusetts - Russ Feingold, New Jersey - Barbara Boxer, Californie - Jim Webb, Virginie - Barack Obama, Illinois - Benjamin Cardin, Maryland - Robert P. Casey Jr, Pennsylvanie - Bill Nelson, Floride - Robert Menendez, New Jersey | - Richard Lugar, Ranking Member, Indiana - Chuck Hagel, Nebraska - Jim DeMint, Caroline du Sud - Bob Corker, Tennessee - Norm Coleman, Minnesota - George Voinovich, Ohio - Lisa Murkowski, Alaska - Johnny Isakson, Géorgie - David Vitter, Louisiane - John Barrasso, Wyoming |

### Membres durant le109eCongrès (2003-2007)
La commission du 109e Congrès était dirigé par le sénateur républicain Richard Lugar (Indiana), et du côté de l'opposition démocrate, par le sénateur Joseph Biden du Delaware.
| Majorité (républicaine) | Minorité (démocrate) |
| --- | --- |
| - Richard Lugar, Chairman (Président), Indiana - Chuck Hagel, Nebraska - Lincoln Chafee, Rhode Island - George Allen, Virginie - Norm Coleman, Minnesota - George Voinovich, Ohio - Lamar Alexander, Tennessee - John E. Sununu, New Hampshire - Lisa Murkowski, Alaska - Mel Martinez, Floride | - Joseph R. Biden, Jr., Ranking Member, Delaware - Paul Sarbanes, Maryland - Christopher Dodd, Connecticut - John Kerry, Massachusetts - Russ Feingold, Wisconsin - Barbara Boxer, Californie - Bill Nelson, Floride - Barack Obama, Illinois |

## Liste des présidents de la commission des affaires étrangères depuis 1816
- James Barbour (R-Va.) 1816-1818
- Nathaniel Macon (R-N.C.) 1818-1819
- James Brown (R-La.) 1819-1820
- James Barbour (R-Va.) 1820-1821
- Rufus King (F-N.Y.) 1821-1822
- James Barbour (R-Va.) 1822-1825
- Nathaniel Macon (D-N.C.) 1825-1826
- Nathan Sanford (NR-N.Y.) 1826-1827
- Nathaniel Macon (D-N.C.) 1827-1828
- Littleton W. Tazewell (D-Va.) 1828-1832
- John Forsyth (D-Ga.) 1832-1833
- William Wilkins (D-Pa.) 1833-1834
- Henry Clay (W-Ky.) 1834-1836
- James Buchanan (D-Pa.) 1836-1841
- William C. Rives (W-Va.) 1841-1842
- William S. Archer (W-Va.) 1842-1845
- William Allen (D-Ohio) 1845-1846
- Ambrose H. Sevier (D-Ark.) 1846-1848
- Edward A. Hannegan (D-Ind.) 1848-1849
- Thomas Hart Benton (D-Mo.) 1849
- William R. King (D-Ala.) 1849-1850
- Henry S. Foote (D-Miss.) 1850-1851
- James M. Mason (D-Va.) 1851-1861
- Charles Sumner (R-Mass.) 1861-1871
- Simon Cameron (R-Pa.) 1871-1877
- Hannibal Hamlin (R-Maine) 1877-1879
- William W. Eaton (D-Conn.) 1879-1881
- Ambrose E. Burnside (R-R.I.) 1881
- George F. Edmunds (R-Vt.) 1881
- William Windom (R-Minn.) 1881-1883
- John F. Miller (R-Calif.) 1883-1886
- John Sherman (R-Ohio) 1886-1893
- John T. Morgan (D-Ala.) 1893-1895
- John Sherman (R-Ohio) 1895-1897
- William P. Frye (R-Maine) 1897
- Cushman K. Davis (R-Minn.) 1897-1901
- Shelby M. Cullom (R-Ill.) 1901-1911
- Augustus O. Bacon (D-Ga.) 1913-1914
- William J. Stone (D-Mo.) 1914-1918
- Gilbert M. Hitchcock (D-Neb.) 1918-1919
- Henry Cabot Lodge (R-Mass.) 1919-1924
- William E. Borah (R-Idaho) 1924-1933
- Key Pittman (D-Nev.) 1933-1940
- Walter F. George (D-Ga.) 1940-1941
- Tom Connally (D-Texas) 1941-1947
- Arthur H. Vandenberg (R-Mich.) 1947-1949
- Tom Connally (D-Texas) 1949-1953
- Alexander Wiley (R-Wis.) 1953-1955
- Walter F. George (D-Ga.) 1955-1957
- Theodore F. Green (D-R.I.) 1957-1959
- J. William Fulbright (D-Ark.) 1959-1975
- John J. Sparkman (D-Ala.) 1975-1979
- Frank F. Church (D-Ida.) 1979-1981
- Charles H. Percy (R-Ill.) 1981-1985
- Richard G. Lugar (R-Ind.) 1985-1987
- Claiborne Pell (D-R.I.) 1987-1995
- Jesse Helms (R-N.C.) 1995-2001
- Joseph R. Biden, Jr. (D-Del.) 2001
- Jesse Helms (R-N.C.) 2001
- Joseph R. Biden, Jr. (D-Del.) 2001-2003
- Richard G. Lugar (R-Ind.) 2003-2007
- Joseph R. Biden, Jr. (D-Del.) 2007-2009
- John Kerry (D-Mass.) 2009-2013
- Bob Menendez (D-N.J.) 2013-2015
- Bob Corker (R-Ten.) 2015-2019
- Jim Risch (R-Ida.) 2019-2021
- Bob Menendez (D-N.J.) 2021-2023
- Ben Cardin (D-N.J.) 2023-2025
- Jim Risch (R-Ida.) 2025-